# James C. Fry

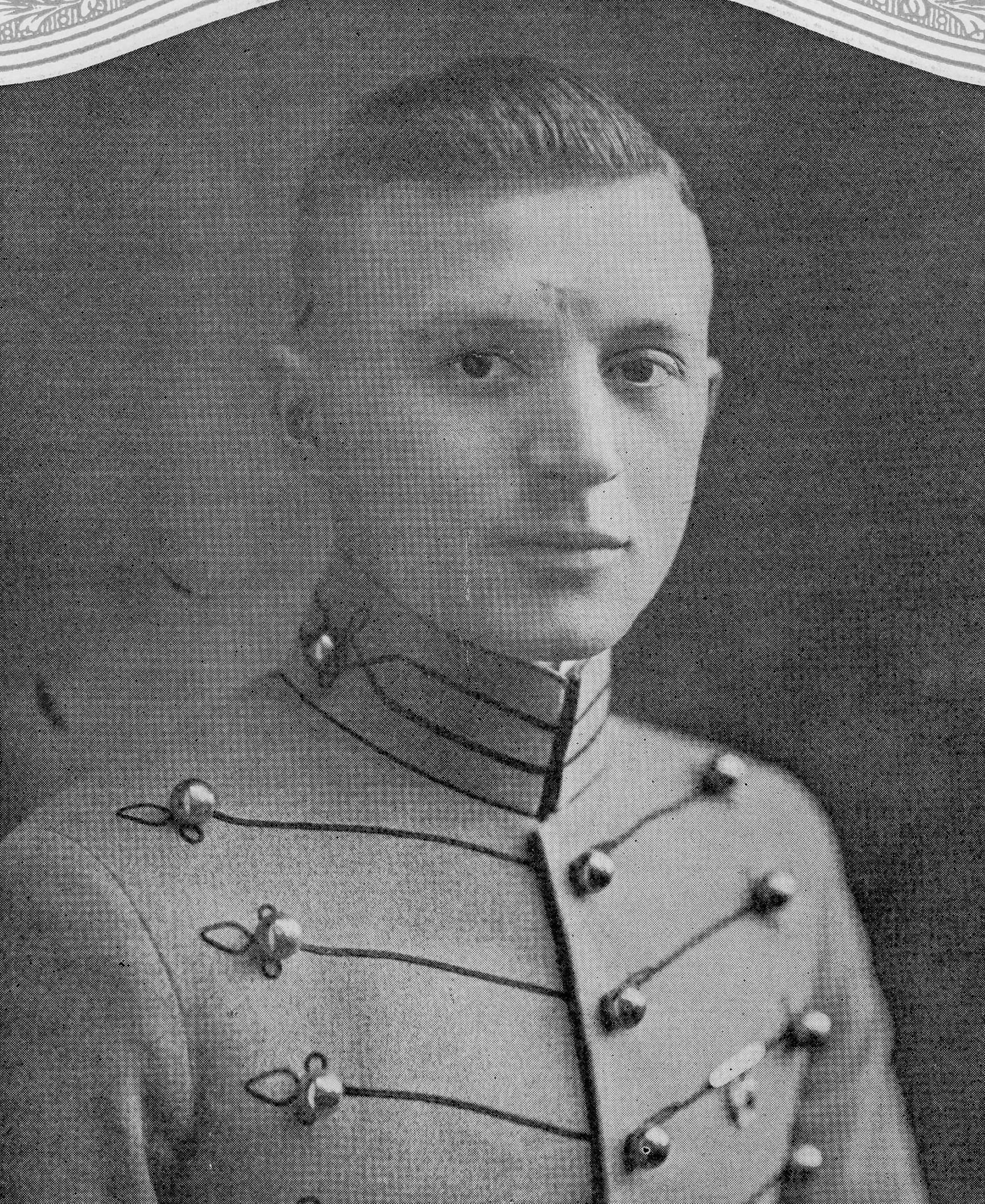
James C. Fry als Kadett (1922)

James Clyde Fry (* 25. Dezember 1897 in Sandpoint, Bonner County, Idaho; † 27. Oktober 1982 in Falls Church, Virginia) war ein Generalmajor der United States Army. Er war unter anderem Kommandeur der 2. Infanteriedivision.
James Fry besuchte die öffentlichen Schulen seiner Heimat einschließlich der High School. In den Jahren 1918 bis 1922 durchlief er die United States Military Academy in West Point. Nach seiner Graduation wurde er als Leutnant der Infanterie zugeteilt. In der Armee durchlief er anschließend alle Offiziersränge vom Leutnant bis zum Zwei-Sterne-General.
In den 1920er und 1930er Jahren absolvierte er den für Offiziere in den jeweiligen Rangstufen üblichen Dienst in unterschiedlichen Einheiten und Standorten. Dazu gehörten auch Aufgaben als Stabsoffizier in verschiedenen Hauptquartieren. Dabei war er unter anderem auf Hawaii und den Philippinen stationiert. Als Stabsoffizier diente er unter anderem im Kriegsministerium in Washington, D.C.
Zwischen September 1941 und Juni 1942 war Fry Militärattaché in Ägypten. In diese Zeit fiel der amerikanische Eintritt in den Zweiten Weltkrieg. Damals war er auch Militärbeobachter der britischen Streitkräfte, die in Libyen gegen die Achsenmächte Deutschland und Italien kämpften. Nach seiner Rückkehr in die Vereinigten Staaten wurde Fry zunächst mit einigen Aufgaben als Stabsoffizier bzw. als Ausbildungsoffizier betraut. Zwischen Januar 1943 und März 1944 kommandierte er das 69. Panzerregiment, das in der kalifornischen Wüste auf einen Kriegseinsatz vorbereitet wurde.
Ab April 1944 war Fry auf dem europäischen Kriegsschauplatz eingesetzt. Bis März 1945 kommandierte er das 350. Infanterieregiment, das zu den Truppen gehörte, die über Italien in Richtung Alpen und Österreich nach Norden vorstießen. Dabei war Fry mit seiner Einheit in mehrere Gefechte und Schlachten verwickelt. Zwischenzeitlich war er Stabsoffizier und kommissarischer Kommandeur der übergeordneten 88. Infanteriedivision. Bis Anfang 1946 verblieb Fry im Stab dieser Division.
Anschließend war er bis Januar 1947 Vorsitzender des Integration Boards bei den Army Ground Forces. Danach gehörte er bis Oktober 1949 dem Stab des Kriegsministeriums bzw. des Heeresministeriums an. Zwischen November 1949 und Februar 1951 war Fry Mitglied im Stab des Hochkommissars für Österreich. Anschließend war er bis April 1952 kommandierender General des Tactical Commands der amerikanischen Truppen in Österreich (Commandinng Officer Tactical Command, US Forces in Austria).
Zwischen Mai 1952 und Mai 1953 hatte James Fry den Oberbefehl über die im Koreakrieg eingesetzte 2. Infanteriedivision. Danach bekleidete er bis 1956 die Stelle des Leiters der Career Management Division bei der Stabsabteilung G1 (Personal) des Heeresministeriums. Anschließend leitete er bis 1958 die militärische Beraterkommission für Italien (Chief of the Military Assistance Advisory Group to Italy). Nach dem Ende dieser Mission schied er aus dem aktiven Militärdienst aus.
Nach seiner Pensionierung gründete James Fry die National Association of the Uniformed Services, deren Vorsitz er übernahm. In seinem im Jahr 1968 erschienenen Buch Combat Soldier schildert er den Verlauf des amerikanischen Italienfeldzugs während des Zweiten Weltkriegs. Das Buch ist den dort kämpfenden Soldaten gewidmet. Im Jahr 1973 war Fry Mitglied des von Präsident Richard Nixon gegründeten National Citizens Committee for Fairness to the President. Im weiteren Verlauf der 1970er Jahre gehörte er zu den 170 Generälen und Admirälen aller Teilstreitkräfte des US-Militärs, die Präsident Jimmy Carter aufforderten die Militärhilfe für Israel zu verbessern, das globale Gleichgewicht zwischen den Vereinigten Staaten und der Sowjetunion wiederherzustellen und auf Abrüstungsverträge zu Ungunsten der USA zu verzichten.
James Fry starb am 27. Oktober 1982 in Falls Church und wurde auf dem amerikanischen Nationalfriedhof Arlington beigesetzt.

## Orden und Auszeichnungen
James Fry erhielt im Lauf seiner militärischen Laufbahn unter anderem folgende Auszeichnungen:
- Distinguished Service Cross
- Army Distinguished Service Medal
- Legion of Merit